# Fugacité
En chimie physique, et plus particulièrement en thermodynamique, la fugacité d'une espèce chimique exprime l'écart entre les propriétés de cette espèce pure ou dans un mélange réel et ses propriétés à l'état de gaz parfait pur. Elle a la dimension d'une pression et est notée {\displaystyle f_{i}}. La notion de fugacité est applicable à toutes les phases (gaz, liquide, solide), elle permet notamment le calcul des équilibres de phases.
Le coefficient de fugacité d'une espèce, adimensionnel et noté {\displaystyle \phi _{i}}, est le rapport entre la fugacité réelle et la fugacité du gaz parfait en mélange aux mêmes pression, température et composition. Il est calculé au moyen d'une équation d'état et est également en théorie applicable à toutes les phases. Dans la pratique son usage est généralement restreint aux gaz ; les phases liquide et solide sont le plus souvent représentées par des activités chimiques.

## Historique
À la suite de l'apparition de l'équation d'état de van der Waals en 1873, il devenait possible de calculer les équilibres de phases gaz-liquide. En effet, cette équation novatrice pour son époque permettait de calculer aussi bien les propriétés d'un gaz que celles d'un liquide. Willard Gibbs et Pierre Duhem introduisirent peu après (1875 à 1878) le potentiel chimique, important dans les équilibres de phases et les équilibres chimiques. Toutefois, le potentiel chimique se révéla difficile à manipuler, car il ne peut être calculé qu'à une constante additive près et non de façon absolue. De plus le potentiel chimique de toute espèce tend vers l'infini négatif à dilution infinie. En 1900 et 1901, Gilbert Lewis introduisit la fugacité, qui décrit l'écart de comportement d'un corps réel, pur ou en mélange, par rapport au même corps à l'état de gaz parfait pur. À partir de la fugacité, Lewis introduisit en 1923 l'activité chimique, plus spécialement appliquée aux phases condensées (liquide ou solide).

## Définitions

### Fugacité
La variation isotherme à composition constante du potentiel chimique d'un corps {\displaystyle i} pur ou en mélange en fonction de la pression est donnée par la relation :
{\displaystyle \left({\partial \mu _{i} \over \partial P}\right)_{T,n}={\bar {V}}_{i}}
avec {\displaystyle {\bar {V}}_{i}} le volume molaire du corps pur ou le volume molaire partiel du corps {\displaystyle i} en mélange.
Pour un gaz parfait pur, le volume molaire vaut :
{\displaystyle {\bar {V}}_{i}^{\bullet ,*}={RT \over P}}
En conséquence, la variation isotherme du potentiel chimique d'un gaz parfait pur vaut :
{\displaystyle \mathrm {d} \mu _{i}^{\bullet ,*}=RT{\mathrm {d} P \over P}=RT\,\mathrm {d} \ln P}
Lewis s'inspira de cette relation pour introduire la notion de fugacité d'un corps {\displaystyle i}, notée {\displaystyle f_{i}}, qu'il définit ainsi :
| Variation isotherme du potentiel chimique : {\displaystyle \mathrm {d} \mu _{i}=RT\,\mathrm {d} \ln f_{i}} |

La fugacité a la dimension d'une pression.
La fugacité d'un gaz parfait pur est égale à la pression : {\displaystyle f_{i}^{\bullet ,*}=P}. La fugacité d'un corps dans un mélange de gaz parfaits est égale à la pression partielle de ce corps : {\displaystyle f_{i}^{\bullet }=x_{i}P}, avec {\displaystyle x_{i}} la fraction molaire du corps dans le mélange. Ces deux relations ne sont pas vraies pour un corps réel.
La fugacité se définit pour n'importe quelle phase, aussi bien pour un gaz que pour un liquide, un solide ou un fluide supercritique. Elle se définit également aussi bien pour un état réel que pour un état théorique : gaz parfait comme vu précédemment ou tout autre état standard.
L'intégration, à température et pression constantes, de l'expression définissant la fugacité donne la relation entre le potentiel chimique {\displaystyle \mu _{i}} du corps {\displaystyle i} dans un mélange réel et le potentiel chimique {\displaystyle \mu _{i}^{\bullet ,*}} du même corps {\displaystyle i} à l'état de gaz parfait pur aux mêmes pression et température que le mélange réel :
{\displaystyle \mu _{i}-\mu _{i}^{\bullet ,*}=RT\int _{\ln f_{i}^{\bullet ,*}}^{\ln f_{i}}\,\mathrm {d} \ln f_{i}=RT\ln \!\left({f_{i} \over f_{i}^{\bullet ,*}}\right)}
{\displaystyle \mu _{i}\!\left(P,T,x\right)-\mu _{i}^{\bullet ,*}\!\left(P,T\right)=RT\ln \!\left({f_{i}\!\left(P,T,x\right) \over P}\right)}
Cette expression donne une autre définition de la fugacité, toutes les grandeurs étant définies aux mêmes pression et température, mais pas nécessairement aux mêmes composition (fractions molaires {\displaystyle x}) et état :
| Fugacité : {\displaystyle \mu _{i}-\mu _{i}^{\bullet ,*}=RT\ln \!\left({f_{i} \over P}\right)} |

avec :
- {\displaystyle P} la pression du mélange réel ;
- {\displaystyle T} la température du mélange réel ;
- {\displaystyle f_{i}} la fugacité du corps {\displaystyle i} dans le mélange réel ;
- {\displaystyle \mu _{i}} le potentiel chimique du corps {\displaystyle i} dans le mélange réel ;
- {\displaystyle \mu _{i}^{\bullet ,*}} le potentiel chimique du corps {\displaystyle i} à l'état de gaz parfait pur aux mêmes {\displaystyle P} et {\displaystyle T} que le mélange réel ;
- {\displaystyle R} la constante universelle des gaz parfaits.

### Coefficient de fugacité
Le théorème de Gibbs conduit à la relation suivante :
{\displaystyle \mu _{i}^{\bullet }=\mu _{i}^{\bullet ,*}+RT\ln x_{i}}
entre le potentiel chimique {\displaystyle \mu _{i}^{\bullet ,*}} du corps {\displaystyle i} à l'état de gaz parfait pur et le potentiel chimique {\displaystyle \mu _{i}^{\bullet }} du même corps dans un mélange de gaz parfaits, les deux potentiels étant définis aux mêmes pression et température, {\displaystyle x_{i}} étant la fraction molaire du corps {\displaystyle i} dans le mélange. Nous avons donc, en utilisant la définition de la fugacité, la relation :
{\displaystyle \mu _{i}-\mu _{i}^{\bullet }=RT\ln \!\left({f_{i} \over x_{i}P}\right)}
dans laquelle les deux potentiels chimiques sont définis aux mêmes pression, température et composition. Cette relation montre que la fugacité d'un corps {\displaystyle i} dans un mélange de gaz parfaits est égale à la pression partielle de ce corps :
{\displaystyle \mu _{i}-\mu _{i}^{\bullet }=RT\int _{\ln f_{i}^{\bullet }}^{\ln f_{i}}\,\mathrm {d} \ln f_{i}=RT\ln \!\left({f_{i} \over f_{i}^{\bullet }}\right)}
{\displaystyle f_{i}^{\bullet }=x_{i}P}
Pour tout corps {\displaystyle i} du mélange, le rapport entre la fugacité réelle et la fugacité du gaz parfait en mélange aux mêmes pression, température et composition est appelé coefficient de fugacité, il est noté {\displaystyle \phi _{i}} :
| Coefficient de fugacité : {\displaystyle \phi _{i}={f_{i} \over f_{i}^{\bullet }}={f_{i} \over x_{i}P}} |

Le coefficient de fugacité est adimensionnel.
Le coefficient de fugacité exprime l'écart entre le potentiel chimique {\displaystyle \mu _{i}} d'un corps {\displaystyle i} dans un mélange réel et le potentiel chimique {\displaystyle \mu _{i}^{\bullet }} de ce même corps {\displaystyle i} en mélange de gaz parfaits aux mêmes pression, température et composition que le mélange réel :
Le coefficient de fugacité exprime également l'écart entre le potentiel chimique {\displaystyle \mu _{i}} d'un corps {\displaystyle i} dans un mélange réel et le potentiel chimique {\displaystyle \mu _{i}^{\bullet ,*}} de ce même corps {\displaystyle i} à l'état de gaz parfait pur, aux mêmes pression et température :
{\displaystyle \mu _{i}-\mu _{i}^{\bullet ,*}=RT\ln \!\left(x_{i}\phi _{i}\right)}
Par définition, le coefficient de fugacité d'un gaz parfait en mélange est donc égal à 1 :
À fortiori pour un gaz parfait pur :
Le gaz parfait correspond au cas idéal dans lequel les molécules n'ont aucune interaction entre elles hormis des chocs élastiques.
Lorsque les molécules s'attirent, la pression réelle est inférieure à celle du gaz parfait correspondant de même composition, à la même température et dans le même volume : dans ce cas {\displaystyle \phi _{i}<1} et {\displaystyle f_{i}<x_{i}P}.
Inversement, lorsque les molécules se repoussent, la pression réelle est supérieure à celle du gaz parfait correspondant de même composition, à la même température et dans le même volume : dans ce cas {\displaystyle \phi _{i}>1} et {\displaystyle f_{i}>x_{i}P}.

### Enthalpie libre résiduelle
Une grandeur résiduelle {\displaystyle X^{\text{RES}}} exprime l'écart entre une grandeur thermodynamique extensive {\displaystyle X} d'un mélange réel (gaz, liquide ou solide) et la même grandeur thermodynamique extensive {\displaystyle X^{\bullet }} d'un mélange de gaz parfaits aux mêmes pression, température et composition :
Les relations suivantes sont également vraies entre grandeurs molaires et grandeurs molaires partielles, respectivement réelles, du gaz parfait et résiduelles :
{\displaystyle {\bar {X}}={\bar {X}}^{\bullet }+{\bar {X}}^{\text{RES}}}
{\displaystyle {\bar {X}}_{i}={\bar {X}}_{i}^{\bullet }+{\bar {X}}_{i}^{\text{RES}}}
Pour l'enthalpie libre {\displaystyle G}, l'identité des potentiels chimiques et des enthalpies libres molaires partielles permet d'écrire :
{\displaystyle {\bar {G}}_{i}=\mu _{i}=\mu _{i}^{\bullet }+RT\ln \phi _{i}={\bar {G}}_{i}^{\bullet }+RT\ln \phi _{i}}
Le deuxième terme est donc l'enthalpie libre molaire partielle résiduelle :
Le théorème d'Euler sur les fonctions homogènes du premier ordre s'applique aux grandeurs résiduelles puisque ce sont des grandeurs extensives. Avec {\displaystyle n_{i}} nombre de moles et {\displaystyle x_{i}} fraction molaire de chacun des {\displaystyle N} corps {\displaystyle i} présents dans le mélange, on a donc en particulier pour l'enthalpie libre :

## Calcul de la fugacité et du coefficient de fugacité

### Dépendance de la fugacité à la pression, à la température et à la composition

#### Dépendance à la pression
Le potentiel chimique varie de façon isotherme selon :
{\displaystyle \left({\partial \mu _{i} \over \partial P}\right)_{T,n}={\bar {V}}_{i}}
et par définition, de façon isotherme également, selon :
{\displaystyle \mathrm {d} \mu _{i}=RT\,\mathrm {d} \ln f_{i}}
On peut donc écrire directement :
avec {\displaystyle {\bar {V}}_{i}=\left({\partial V \over \partial n_{i}}\right)_{P,T,n_{j\neq i}}} le volume molaire partiel du corps {\displaystyle i} dans le mélange.
En intégrant entre les pressions {\displaystyle P^{\circ }} de référence et {\displaystyle P} du mélange, on obtient :
{\displaystyle \int _{P^{\circ }}^{P}\,\mathrm {d} \ln f_{i}=\ln f_{i}-\ln f_{i}^{\circ }={\int _{P^{\circ }}^{P}{\bar {V}}_{i}\,\mathrm {d} P \over RT}}
soit :
{\displaystyle \ln {f_{i} \over f_{i}^{\circ }}={\int _{P^{\circ }}^{P}{\bar {V}}_{i}\,\mathrm {d} P \over RT}}
{\displaystyle f_{i}=f_{i}^{\circ }\,\exp \!\left({\int _{P^{\circ }}^{P}{\bar {V}}_{i}\,\mathrm {d} P \over RT}\right)}
avec {\displaystyle f_{i}^{\circ }} la fugacité dans l'état de référence à la pression {\displaystyle P^{\circ }} et la température {\displaystyle T} du mélange. Le terme exponentiel est appelé facteur ou correction de Poynting :

#### Dépendance à la température
Le potentiel chimique varie de façon isobare selon :
{\displaystyle \left({\partial {\mu _{i} \over T} \over \partial {1 \over T}}\right)_{P,n}={\bar {H}}_{i}}
En prenant un état de référence à la même température que le mélange réel, on écrit :
{\displaystyle \left({\partial {\mu _{i}-\mu _{i}^{\circ } \over T} \over \partial {1 \over T}}\right)_{P,n}={\bar {H}}_{i}-{\bar {H}}_{i}^{\circ }}
avec {\displaystyle \mu _{i}^{\circ }} le potentiel chimique du corps {\displaystyle i} dans l'état de référence. Puisque l'on a, par intégration de la relation définissant la fugacité :
{\displaystyle \mu _{i}-\mu _{i}^{\circ }=RT\,\ln {f_{i} \over f_{i}^{\circ }}}
on obtient :
avec :
- {\displaystyle f_{i}^{\circ }} la fugacité du corps {\displaystyle i} dans l'état de référence à la même température que le mélange ;
- {\displaystyle {\bar {H}}_{i}=\left({\partial H \over \partial n_{i}}\right)_{P,T,n_{j\neq i}}} l'enthalpie molaire partielle du corps {\displaystyle i} dans le mélange ;
- {\displaystyle {\bar {H}}_{i}^{\circ }} l'enthalpie molaire partielle du corps {\displaystyle i} dans l'état de référence à la même température que le mélange.

En prenant comme référence l'état de gaz parfait pur aux mêmes pression et température que le mélange réel, la fugacité de référence est égale à la pression, soit {\displaystyle f_{i}^{\circ }=f_{i}^{\bullet ,*}=P}. La dérivée partielle s'effectuant à pression constante, on obtient :
avec {\displaystyle {\bar {H}}_{i}^{\bullet ,*}} l'enthalpie molaire du corps {\displaystyle i} à l'état de gaz parfait pur à la température du mélange (un gaz parfait répondant à la deuxième loi de Joule, son enthalpie ne dépend pas de la pression).

#### Dépendance à la composition

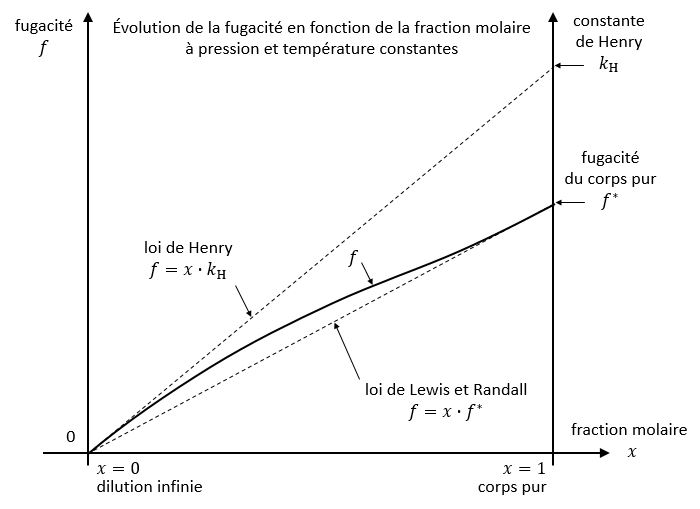
Évolution de la fugacité en fonction de la fraction molaire à pression et température constantes,.

À pression et température constantes, la fugacité possède deux limites, avec {\displaystyle x_{i}} la fraction molaire du corps {\displaystyle i} dans le mélange :
- à dilution infinie : {\displaystyle \lim _{x_{i}\to 0}f_{i}=0} ;
- pour le corps pur : {\displaystyle \lim _{x_{i}\to 1}f_{i}=f_{i}^{*}} ;

avec {\displaystyle f_{i}^{*}} la fugacité du corps {\displaystyle i} pur. En vertu de la règle de L'Hôpital, on définit la constante de Henry {\displaystyle k_{{\text{H}},i}} par :
{\displaystyle k_{{\text{H}},i}=\lim _{x_{i}\to 0}{f_{i} \over x_{i}}=\left({\partial f_{i} \over \partial x_{i}}\right)_{P,T,x_{i}=0}}
L'évolution de la fugacité en fonction de la composition est encadrée par deux lois, :
Dans un mélange de {\displaystyle N} composants, la relation de Gibbs-Duhem impose pour tout composant {\displaystyle j} du mélange :
avec {\displaystyle n_{i}} la quantité du corps {\displaystyle i} dans le mélange. D'autre part, le théorème de Schwarz appliqué à l'enthalpie libre donne, pour deux corps {\displaystyle i} et {\displaystyle j} quelconques du mélange :
{\displaystyle \left({\partial \mu _{i} \over \partial n_{j}}\right)_{P,T,n_{k\neq j}}=\left({\partial \mu _{j} \over \partial n_{i}}\right)_{P,T,n_{k\neq i}}}
et par conséquent la relation sur les fugacités :
{\displaystyle \left({\partial \ln f_{i} \over \partial n_{j}}\right)_{P,T,n_{k\neq j}}=\left({\partial \ln f_{j} \over \partial n_{i}}\right)_{P,T,n_{k\neq i}}}
On peut donc écrire, à partir de la relation de Gibbs-Duhem :

### Calcul de la fugacité

#### Formules générales
Quelles que soient les conditions de pression et de température, la fugacité d'un gaz est calculée à l'aide du coefficient de fugacité :
Pour un liquide, le calcul de la fugacité d'un composant est effectué à l'aide du coefficient de fugacité pour les hautes pressions (plus de 10 atm), ou pour des pressions proches de la pression critique {\displaystyle P_{{\text{c}},i}} du composant. Pour les basses pressions, le calcul est effectué à l'aide d'un coefficient d'activité selon l'approche symétrique pour un solvant et selon l'approche dissymétrique pour un gaz dissout (dont la température critique {\displaystyle T_{{\text{c}},i}} est inférieure à la température {\displaystyle T} du mélange liquide). Le tableau suivant résume le calcul de la fugacité en phase liquide.
|                                                                        | Solvant {\displaystyle T<T_{{\text{c}},i}}                                                                                            | Gaz dissout {\displaystyle T>T_{{\text{c}},i}} |
| ---------------------------------------------------------------------- | --- | --- |
| {\displaystyle P>} 10 atm ou {\displaystyle P\approx P_{{\text{c}},i}} | {\displaystyle f_{i}^{\text{l}}=x_{i}^{\text{l}}\phi _{i}^{\text{l}}P}                                                                | {\displaystyle f_{i}^{\text{l}}=x_{i}^{\text{l}}\phi _{i}^{\text{l}}P}                                                                                               |
| {\displaystyle P<} 10 atm                                              | {\displaystyle f_{i}^{\text{l}}=x_{i}^{\text{l}}\gamma _{i}^{\text{l}}\phi _{i}^{\text{g,*,sat}}P_{i}^{\text{sat}}{\mathcal {P}}_{i}} | {\displaystyle f_{i}^{\text{l}}=x_{i}^{\text{l}}{\gamma _{i}^{\text{l}} \over \gamma _{i,s}^{\infty }}k_{{\text{H}},i,s}^{\text{réf}}{\mathcal {P}}_{i,s}^{\infty }} |

avec :
- {\displaystyle T} la température d'équilibre ;
- {\displaystyle P} la pression d'équilibre ;
- {\displaystyle P_{i}^{\text{sat}}} la pression de vapeur saturante du corps {\displaystyle i} pur à {\displaystyle T} ;
- {\displaystyle P^{\text{réf}}} la pression à laquelle la constante de Henry a été expérimentalement déterminée à {\displaystyle T} ;
- {\displaystyle k_{{\text{H}},i,s}^{\text{réf}}} la constante de Henry du corps {\displaystyle i} à {\displaystyle P^{\text{réf}}} et {\displaystyle T} dans le solvant {\displaystyle s} ;
- {\displaystyle x_{i}^{\text{g}}} la fraction molaire du corps {\displaystyle i} en phase vapeur ;
- {\displaystyle x_{i}^{\text{l}}} la fraction molaire du corps {\displaystyle i} en phase liquide ;
- {\displaystyle \phi _{i}^{\text{g}}} la coefficient de fugacité du corps {\displaystyle i} en phase vapeur, à {\displaystyle P}, {\displaystyle T} et composition du mélange gazeux ;
- {\displaystyle \phi _{i}^{\text{g,*,sat}}} le coefficient de fugacité du corps {\displaystyle i} pur à saturation en phase vapeur, à {\displaystyle P_{i}^{\text{sat}}} et {\displaystyle T} ;
- {\displaystyle \gamma _{i}^{\text{l}}} le coefficient d'activité du corps {\displaystyle i} en phase liquide, à {\displaystyle P}, {\displaystyle T} et composition du mélange liquide ;
- {\displaystyle \gamma _{i,s}^{\infty }=\lim _{x_{i}^{\text{l}}\to 0}\gamma _{i}^{\text{l}}} le coefficient d'activité du corps {\displaystyle i} en phase liquide, à {\displaystyle P}, {\displaystyle T} et dilution infinie dans le solvant {\displaystyle s} ;
- {\displaystyle {\bar {V}}_{i}^{{\text{l}},*}} le volume molaire liquide du corps {\displaystyle i} pur à {\displaystyle T} ;
- {\displaystyle {\bar {V}}_{i,s}^{\infty }=\lim _{x_{i}^{\text{l}}\to 0}{\bar {V}}_{i}^{\text{l}}} le volume molaire partiel du corps {\displaystyle i} en phase liquide, à {\displaystyle P}, {\displaystyle T} et dilution infinie dans le solvant {\displaystyle s} ;
- {\displaystyle {\mathcal {P}}_{i}=\exp \!\left({\int _{P_{i}^{\text{sat}}}^{P}{\bar {V}}_{i}^{{\text{l}},*}\,\mathrm {d} P \over RT}\right)} la correction de Poynting pour un solvant ;
- {\displaystyle {\mathcal {P}}_{i,s}^{\infty }=\exp \!\left({\int _{P^{\text{réf}}}^{P}{\bar {V}}_{i,s}^{\infty }\,\mathrm {d} P \over RT}\right)} la correction de Poynting pour un soluté.

#### Cas des gaz parfaits et des solutions liquides idéales
Un gaz se comportant comme un gaz parfait aux hautes températures et aux basses pressions (moins de 10 atm), la fugacité d'un gaz dans un mélange dans ces conditions peut être assimilée à sa pression partielle :
En phase liquide, si celle-ci se comporte comme une solution idéale, la fugacité peut être calculée selon :
Étant donné l'égalité des fugacités {\displaystyle f_{i}^{\text{g}}=f_{i}^{\text{l}}} dans les équilibres de phases (voir chapitre Équilibre de phases), on retrouve ainsi, dans les conditions d'idéalité, la loi de Raoult :
et la loi de Henry :

### Calcul du coefficient de fugacité
Contrairement au potentiel chimique qui n'est toujours défini qu'à une constante additive près, le coefficient de fugacité peut être calculé de façon absolue, ce qui le rend particulièrement intéressant dans le calcul des propriétés des mélanges réels. Si ce calcul est en théorie possible pour toutes les phases (gaz, liquide, solide), il est en pratique utilisé pour les phases gazeuses à toutes les pressions et pour les phases liquides aux hautes pressions (plus de 10 atm) : il nécessite en effet une équation d'état, or il n'en existe pas à l'heure actuelle représentant convenablement les phases condensées, du moins à basse pression (moins de 10 atm).

#### Avec une équation d'état explicite en pression
Avec une équation d'état dans laquelle la pression {\displaystyle P} est exprimée explicitement en fonction du volume {\displaystyle V}, de la température {\displaystyle T} et de la composition (nombre de moles {\displaystyle n_{i}} de chacun des constituants du mélange), {\displaystyle P=P\!\left(V,T,n\right)}, telle que les équations d'état cubiques de van der Waals, Soave-Redlich-Kwong, Peng-Robinson, le coefficient de fugacité du corps {\displaystyle i} se calcule selon :
ou, sous forme adimensionnelle :
avec :
- {\displaystyle \left({\partial P \over \partial n_{i}}\right)_{V,T,n_{j\neq i}}} la dérivée partielle de la pression par rapport à la quantité du corps {\displaystyle i}, à volume, température et quantités des corps {\displaystyle j} autres que {\displaystyle i} constants ;
- {\displaystyle n_{i}} le nombre de moles du corps {\displaystyle i} dans le mélange ;
- {\displaystyle n=\sum _{i=1}^{N}n_{i}} le nombre de moles total dans le mélange ;
- {\displaystyle {\bar {V}}} le volume molaire du mélange réel ;
- {\displaystyle Z={P{\bar {V}} \over RT}} le facteur de compressibilité du mélange réel.

On vérifie que pour un gaz parfait, le volume molaire valant {\displaystyle {\bar {V}}^{\bullet }={RT \over P}}, le facteur de compressibilité est constant {\displaystyle Z^{\bullet }={P{\bar {V}}^{\bullet } \over RT}=1}, d'où {\displaystyle \ln \phi _{i}^{\bullet }=0} et le coefficient de fugacité {\displaystyle \phi _{i}^{\bullet }=1}.

#### Avec une équation d'état explicite en volume
Avec une équation d'état dans laquelle le volume {\displaystyle V} est exprimé explicitement en fonction de la pression {\displaystyle P}, de la température {\displaystyle T} et de la composition (nombre de moles {\displaystyle n_{i}} de chacun des constituants du mélange), {\displaystyle V=V\!\left(P,T,n\right)}, comme l'une des formes de l'équation du viriel, le coefficient de fugacité du corps {\displaystyle i} se calcule selon :
ou, sous forme adimensionnelle :
avec :
- {\displaystyle {\bar {V}}_{i}=\left({\partial V \over \partial n_{i}}\right)_{P,T,n_{j\neq i}}} le volume molaire partiel du corps {\displaystyle i} dans le mélange réel ;
- {\displaystyle n_{i}} le nombre de moles du corps {\displaystyle i} dans le mélange ;
- {\displaystyle n=\sum _{i=1}^{N}n_{i}} le nombre de moles total dans le mélange ;
- {\displaystyle {\bar {V}}} le volume molaire du mélange réel ;
- {\displaystyle Z={P{\bar {V}} \over RT}} le facteur de compressibilité du mélange réel.

On vérifie que pour un gaz parfait, le volume molaire valant {\displaystyle {\bar {V}}^{\bullet }={RT \over P}}, le facteur de compressibilité est constant {\displaystyle Z^{\bullet }={P{\bar {V}}^{\bullet } \over RT}=1}, d'où {\displaystyle \ln \phi _{i}^{\bullet }=0} et le coefficient de fugacité {\displaystyle \phi _{i}^{\bullet }=1}.

## Équilibre de phases

### Relation générale
Lorsque deux phases ou plus (gaz, liquide, solide) sont en équilibre, les potentiels chimiques de chacun des corps en présence sont homogènes sur l'ensemble des phases. Autrement dit, s'il existe à l'équilibre les phases {\displaystyle \alpha ,\beta ,\gamma }, les potentiels chimiques de tout corps {\displaystyle i} présent répondent à l'égalité :
En introduisant les fugacités respectives {\displaystyle f_{i}^{\alpha },f_{i}^{\beta },f_{i}^{\gamma }} de tout corps {\displaystyle i} dans chacune de ces phases, on peut écrire pour chacun des potentiels chimiques :
{\displaystyle \mu _{i}^{\alpha }\!\left(P,T,x^{\alpha }\right)=\mu _{i}^{\bullet ,*}\!\left(P,T\right)+RT\ln \!\left({f_{i}^{\alpha } \over P}\right)}
{\displaystyle \mu _{i}^{\beta }\!\left(P,T,x^{\beta }\right)=\mu _{i}^{\bullet ,*}\!\left(P,T\right)+RT\ln \!\left({f_{i}^{\beta } \over P}\right)}
{\displaystyle \mu _{i}^{\gamma }\!\left(P,T,x^{\gamma }\right)=\mu _{i}^{\bullet ,*}\!\left(P,T\right)+RT\ln \!\left({f_{i}^{\gamma } \over P}\right)}
Le potentiel chimique du corps pur à l'état de gaz parfait {\displaystyle \mu _{i}^{\bullet ,*}} est le même dans toutes ces expressions, puisque la pression et la température sont les mêmes dans toutes les phases à l'équilibre. L'égalité des potentiels chimiques du corps {\displaystyle i} dans l'ensemble des phases à l'équilibre conduit à la condition d'équilibre des phases :
| Condition d'équilibre des phases : {\displaystyle f_{i}^{\alpha }=f_{i}^{\beta }=f_{i}^{\gamma }} |

En termes de condition d'équilibre des phases, l'égalité des fugacités est tout à fait équivalente à l'égalité des potentiels chimiques : si l'une est vérifiée, l'autre est aussi vérifiée, et réciproquement. Néanmoins, les potentiels chimiques ne pouvant être déterminés qu'à une constante additive près, l'égalité des potentiels chimiques est difficilement utilisable, tandis que les fugacités peuvent être déterminées de façon absolue, ce qui les rend particulièrement utiles.
Les équilibres de phases sont le plus souvent calculés selon deux approches : l'approche {\displaystyle \phi -\phi } (phi-phi) et l'approche {\displaystyle \gamma -\phi } (gamma-phi). L'approche {\displaystyle \gamma -\phi } nécessite deux modèles distincts : une équation d'état pour la phase vapeur et un modèle de coefficient d'activité pour la phase liquide ; elle est recommandée pour des pressions inférieures à 10 bar. Au-delà, l'approche {\displaystyle \phi -\phi } est recommandée car elle ne nécessite qu'une seule et même équation d'état pour représenter les deux phases, ce qui rend le calcul cohérent à l'approche du point critique où les deux phases doivent se rejoindre. Les deux modèles de l'approche {\displaystyle \gamma -\phi } posent des problèmes de convergence numérique autour du point critique.

### Approche ϕ - ϕ
Dans un équilibre liquide-vapeur, les fugacités des deux phases {\displaystyle f_{i}^{\text{l}}} et {\displaystyle f_{i}^{\text{g}}} peuvent être calculées à partir d'une même équation d'état (par exemple l'équation d'état cubique de Soave-Redlich-Kwong ou Peng-Robinson) : cette approche est alors appelée « approche {\displaystyle \phi -\phi } » (phi-phi). En introduisant les fractions molaires respectives {\displaystyle x_{i}^{\alpha },x_{i}^{\beta },x_{i}^{\gamma }} et les coefficients de fugacité respectifs {\displaystyle \phi _{i}^{\alpha },\phi _{i}^{\beta },\phi _{i}^{\gamma }} de tout corps {\displaystyle i} dans chacune des phases à l'équilibre, on peut écrire pour chacune des fugacités :
{\displaystyle f_{i}^{\alpha }=x_{i}^{\alpha }\phi _{i}^{\alpha }P}

{\displaystyle f_{i}^{\beta }=x_{i}^{\beta }\phi _{i}^{\beta }P}

L'égalité des fugacités du corps {\displaystyle i} dans l'ensemble des phases à l'équilibre conduit à l'expression de l'approche {\displaystyle \phi -\phi } (phi-phi) :
| Approche {\displaystyle \phi -\phi } : {\displaystyle x_{i}^{\alpha }\phi _{i}^{\alpha }=x_{i}^{\beta }\phi _{i}^{\beta }=x_{i}^{\gamma }\phi _{i}^{\gamma }} |

On déduit également de cette expression le coefficient de partage, noté {\displaystyle K_{i}^{\alpha ,\beta }}, du corps {\displaystyle i} entre les phases {\displaystyle \alpha } et {\displaystyle \beta } :
On peut de même établir des coefficients de partage entre toutes les autres phases.
Pour un corps pur à saturation, c'est-à-dire en équilibre liquide-vapeur avec {\displaystyle x^{\text{l}}=x^{\text{g}}=1}, on note {\displaystyle \phi ^{\text{l,*,sat}}} et {\displaystyle \phi ^{\text{g,*,sat}}} les coefficients de fugacité dans les deux phases : l'approche {\displaystyle \phi -\phi } conduit à l'égalité {\displaystyle \phi ^{\text{l,*,sat}}=\phi ^{\text{g,*,sat}}}, soit également à {\displaystyle RT\ln \phi ^{\text{l,*,sat}}=RT\ln \phi ^{\text{g,*,sat}}}. Avec les expressions données dans le paragraphe Calcul du coefficient de fugacité on obtient par réarrangement l'expression de la règle du palier de Maxwell.

### Approche γ - ϕ
Comme évoqué plus haut, il n'existe pas à l'heure actuelle d'équation d'état représentant convenablement les phases liquides, notamment aux basses pressions (moins de 10 atm) : il est alors préférable pour calculer les fugacités des phases liquides d'employer un modèle de coefficient d'activité et l'approche dite « approche {\displaystyle \gamma -\phi } » (gamma-phi) pour le calcul de l'équilibre de phases.
Pour la phase vapeur, en introduisant le coefficient de fugacité {\displaystyle \phi _{i}^{\text{g}}} en phase vapeur, l'expression de la fugacité en phase vapeur est :
Pour la phase liquide, en introduisant le coefficient d'activité {\displaystyle \gamma _{i}^{\text{l}}} en phase liquide et la fugacité {\displaystyle f_{i}^{\text{l,*}}} du corps pur en phase liquide, l'expression de la fugacité en phase liquide est :
L'égalité des fugacités à l'équilibre des phases {\displaystyle f_{i}^{\text{g}}=f_{i}^{\text{l}}} induit l'expression de l'approche {\displaystyle \gamma -\phi } (gamma-phi) :
| Approche {\displaystyle \gamma -\phi } : {\displaystyle x_{i}^{\text{g}}\phi _{i}^{\text{g}}P=x_{i}^{\text{l}}\gamma _{i}^{\text{l}}f_{i}^{\text{l,*}}} |

On déduit également de cette expression le coefficient de partage du corps {\displaystyle i} entre les deux phases, noté {\displaystyle K_{i}} :
Cette approche est développée dans l'article Activité chimique. Elle conduit, pour des solutions idéales :
- à la loi de Raoult par la convention symétrique ;
- à la loi de Henry par la convention dissymétrique.